# ناوشکن کلاس پالدینگ
ناوشکن کلاس پالدینگ (به انگلیسی: Paulding-class destroyer) یک کلاس از کشتی است که طول آن 293 ft 0 in overall می‌باشد.